# Judovska Reka
Judovska Reka (makedonska: Јудовска Река) är ett vattendrag i Nordmakedonien.   Det rinner genom kommunen Kičevo, i den västra delen av landet, 70 kilometer sydväst om huvudstaden Skopje.